# Dyskografia Mobb Deep
Poniżej przedstawiona została dyskografia amerykańskiego duetu hip-hopowego Mobb Deep, w którego skład wychodzą producent muzyczny i raper, Havoc oraz Prodigy. Artykuł zawiera albumy studyjne, EP, kompilacje i single. Pierwszy sukces komercyjny osiągnęli dzięki albumowi Murda Muzik, którego premiera odbyła się w 1999 roku. Sprzedano wówczas ponad milion egzemplarzy i zatwierdzono go jako platyna. Duet sprzedał około 3 milionów nośników w Stanach Zjednoczonych.

## Albumy

### Studyjne
| Rok  | Tytuł | Notowania | Notowania | Notowania | Certyfikacje  |
| Rok  | Tytuł | U.S.      | U.S. R&B  | CAN       | Certyfikacje  |
| ---- | --- | --------- | --------- | --------- | ------------- |
| 1993 | Juvenile Hell - Data wydania: 13 kwietnia, 1993 - Wytwórnia: 4th & B’way Records                               | —         | —         | —         |               |
| 1995 | The Infamous - Data wydania: 25 kwietnia, 1995 - Wytwórnia: Loud Records                                       | 18        | 3         | 43        | - US: złoto   |
| 1996 | Hell on Earth - Data wydania: 19 listopada, 1996 - Wytwórnia: Loud                                             | 6         | 1         | 11        | - US: złoto   |
| 1999 | Murda Muzik - Data wydania: 27 kwietnia, 1999 - Wytwórnia: Loud                                                | 3         | 2         | 6         | - US: platyna |
| 2001 | Infamy - Data wydania: 11 grudnia, 2001 - Wytwórnia: Loud                                                      | 22        | 1         | —         | - US: złoto   |
| 2004 | Amerikaz Nightmare - Data wydania: 10 sierpnia, 2004 - Wytwórnia: Jive                                         | 4         | 2         | —         |               |
| 2006 | Blood Money - Data wydania: 2 maja, 2006 - Wytwórnia: G-Unit                                                   | 3         | 1         | 6         |               |
| 2014 | The Infamous Mobb Deep - Data wydania: 1 kwietnia 2014 - Wytwórnia: RED Distribution, Sony Music Entertainment | 49        | 10        | —         |               |

### EP
| Rok  | Tytuł                                                                                          | Najwyższa pozycja | Najwyższa pozycja | Najwyższa pozycja |
| Rok  | Tytuł                                                                                          | U.S. R&B          | U.S. Rap          |                   |
| ---- | ---------------------------------------------------------------------------------------------- | ----------------- | ----------------- | ----------------- |
| 2011 | Black Cocaine - Data: 21 listopada, 2011 - Wydawca: RED Distribution, Sony Music Entertainment | 33                | 21                |                   |

### Kompilacje
| Rok  | Tytuł | Notowania | Notowania |
| Rok  | Tytuł | U.S. R&B  | U.S. Rap  |
| ---- | --- | --------- | --------- |
| 2006 | Life of the Infamous: The Best of Mobb Deep - Pierwsza kompilacja - Data wydania: 31 października, 2006 - Loud/Legacy | 45        | 19        |
| 2007 | The Infamous Archives - Druga kompilacja - Data wydania: 13 marca, 2007 - Streetcore Music                            | —         | —         |
| 2008 | The Infamous Instrumentals - Trzecia kompilacja - Data wydania: 24 lutego, 2008 - Green Streets                       | —         | —         |
| 2009 | The Safe Is Cracked - Czwarta kompilacja - Data wydania: 7 kwietnia, 2009 - Siccness                                  | 68        | —         |

### Mixtape’y
- Free Agents: The Murda Mixtape (2003)
- The Mix Tape Before 9/11 (2004)
- The New Mobb Deep (2004)

## Single
| Rok  | Singel                                     | Najwyższa pozycja | Najwyższa pozycja | Najwyższa pozycja | Album                          |
| Rok  | Singel                                     | U.S. Hot 100      | U.S. R&B          | U.S. Rap          | Album                          |
| ---- | ------------------------------------------ | ----------------- | ----------------- | ----------------- | ------------------------------ |
| 1992 | "Peer Pressure"                            | —                 | —                 | —                 | Juvenile Hell                  |
| 1993 | "Hit It from the Back"                     | —                 | —                 | 18                | Juvenile Hell                  |
| 1995 | "Shook Ones Pt. II"                        | 59                | 52                | 7                 | The Infamous                   |
| 1995 | "Survival of the Fittest"                  | 69                | 60                | 10                | The Infamous                   |
| 1995 | "Temperature’s Rising"                     | —                 | 110               | 33                | The Infamous                   |
| 1995 | "Give Up the Goods (Just Step)"            | —                 | —                 | —                 | The Infamous                   |
| 1996 | "Still Shinin’"                            | —                 | —                 | —                 | Hell on Earth                  |
| 1996 | "Drop a Gem on 'em"                        | —                 | —                 | —                 | Hell on Earth                  |
| 1996 | "Front Lines (Hell on Earth)"              | 109               | 57                | 13                | Hell on Earth                  |
| 1997 | "G.O.D. Pt. III"                           | 101               | 64                | 18                | Hell on Earth                  |
| 1999 | "Quiet Storm"                              | 106               | 35                | 17                | Murda Muzik                    |
| 1999 | "It's Mine" (feat. Nas)                    | —                 | 71                | 25                | Murda Muzik                    |
| 2000 | "U.S.A. (Aiight Then)"                     | —                 | 95                | 36                | Murda Muzik                    |
| 2001 | "Burn" (feat. Big Noyd & Vita)             | 99                | 56                | 14                | Infamy                         |
| 2001 | "Hey Luv (Anything)" (feat. 112)           | 58                | 32                | —                 | Infamy                         |
| 2002 | "Get Away"                                 | —                 | 75                | —                 | Infamy                         |
| 2003 | "Double Shots"                             | —                 | —                 | —                 | Free Agents: The Murda Mixtape |
| 2004 | "Got It Twisted"                           | 64                | 23                | 18                | Amerikaz Nightmare             |
| 2004 | "Real Gangstaz"                            | —                 | 49                | —                 | Amerikaz Nightmare             |
| 2004 | "Throw Your Hands (In the Air)"            | —                 | —                 | —                 | Amerikaz Nightmare             |
| 2004 | "Win or Lose"                              | —                 | —                 | —                 | Amerikaz Nightmare             |
| 2006 | "Have a Party" (feat. Nate Dogg & 50 Cent) | 105               | 49                | 23                | Blood Money                    |
| 2006 | "Put Em In Their Place"                    | —                 | 59                | —                 | Blood Money                    |
| 2006 | "Give It To Me" (feat. Young Buck)         | —                 | —                 | —                 | Blood Money                    |
| 2006 | "Creep" (feat. 50 Cent)                    | —                 | —                 | —                 | Blood Money                    |
| 2012 | "Love You More"                            | —                 | —                 | —                 | bez albumu                     |
| 2012 | "Dog Shit" (feat. Nas)                     | —                 | —                 | —                 | bez albumu                     |
| 2014 | "Taking You Off Here"                      | —                 | —                 | —                 | The Infamous Mobb Deep         |
| 2014 | "Say Something"                            | —                 | —                 | —                 | The Infamous Mobb Deep         |